# Велике князівство Тверське
Велике Тве́рське князі́вство — руське князівство (з бл. 1382 року — велике князівство) у Верхньому Надволжі з 1247 по 1485 рік. Столицею князівства була Твер.

## Тверське князівство
Знаходилось на Волзькому торговельному шляху, що поєднував Каспійське море з Балтійським морем.
Тверське князівство утворилося у XIV столітті, як уділ у Переяславль-Заліському князівству.
Духовний центр Тверської держави — Свято-Успенський Жолтиків монастир. Заснований 1394 року єпископом Арсенієм Тверським — вихованцем Києво-Печерської Лаври зі згоди великого князя тверського.
1327 року відбулось Тверське повстання проти Золотої Орди.

## Велике князівство Тверське
Найраніша згадка у Рогозькому літописі за 1339 року про повернення великого князя тверського Олександра Михайловича з Орди вважається перенесення пізнішого титулу на минулі події.
У московсько-тверських угодах кінця XIV-XV сторіч Олександр Михайлович згадується як великий тверський князь, але його наступники Костянтин і Василь (у привілеї Отроцькому монастиреві, даної між 1363 і 1365 роками називається великим князем) як прості князі. Проте починаючи з Михайла Олександровича називалися великими князями, хоча в місцевому документі.
За договором 1375 року Михайло Олександрович визнає себе молодшим братом московського князя, але за договором 1399 року - просто братом. Зміна відбулася 1382 року, коли Тверське князівство отримало незалежність від Великого князівства Владимирського, що за рішенням Орди злилося з Московським князівством, а тверські князі отримали право на самостійні відносини з Ордою. Зокрема, всі великі князі самостійно збирали данину для хана.

## Завоювання Великого князівства Тверського Московією
Тверське князівство знищено внаслідок агресії Великого князівства Московського за підтримки Орди. Головним чином це сталось за діяльності московського князя Івана Калити, який, зокрема, звів наклеп на князя Олександра Михайловича. Того викликали на ханський суд і вбили разом з сином Федором. Після вбивства в Орді тверських князів Калита наказав зняти дзвін зі Спаського собору та перевезти до Москви.

## Правителі
- Ярослав Ярославич (1247—1272)
- Святослав Ярославич (1272—1282/1286)
- Михайло Ярославич (1282/1286—1318)
- Дмитро Михайлович Грізні Очі (1318—1326)
- Олександр Михайлович (1326—1327, 1338—1339)
- Костянтин Михайлович (1328—1338, 1339—1345)
- Всеволод Олександрович (1346—1349)
- Василь Михайлович (1349—1368)
- Михайло Олександрович (1368—1399)
- Іван Михайлович (1399—1425)
- Олександр Іванович (1425)
- Юрій Олександрович (1425)
- Борис Олександрович (1425—1461)
- Михайло Борисович (1461—1485)

## Літописи
- Тверський літопис